# Liste des évêques et archevêques de Bouaké
Liste des évêques et archevêques de Bouaké depuis 1951.
La préfecture apostolique de Bouaké est créée le 17 mai 1951, par détachement du vicariat apostolique d'Abidjan. Elle est confiée à la Société des missions africaines.
Elle est érigée en diocèse le 14 septembre 1955, puis en archidiocèse le 19 décembre 1994.

## Préfet apostolique
- 26 octobre 1951-14 septembre 1955 : André-Pierre Duirat SMA

## Évêques
- 14 septembre 1955 - 17 mai 1973 : Mgr André-Pierre Duirat SMA, promu évêque.
- 17 mai 1973- 19 décembre 1994 : Mgr Vital Yao Komenan

## Archevêques
- 19 décembre 1994-22 septembre 2006 : Mgr Vital Komenan Yao, promu archevêque.
- 22 septembre 2006-12 février 2024 : Mgr Paul-Siméon Ahouanan Djro
- depuis le 25 juillet 2024 : Mgr Jacques Assanvo Ahiwa

## Évêque auxiliaire
- Depuis le 5 mai 2020 : Mgr Jacques Assanvo Ahiwa[1]